# Zygaenosia
Zygaenosia is een geslacht van vlinders van de familie spinneruilen (Erebidae), uit de onderfamilie Arctiinae.

## Soorten
- Z. affinis Rothschild, 1936
- Z. assimilis Rothschild & Jordan, 1901
- Z. basalis Rothschild & Jordan, 1901
- Z. flavibasis Swinhoe, 1892
- Z. flaviceps Rothschild & Jordan, 1901
- Z. flavoplagiata Rothschild, 1936
- Z. fuliginosa Rothschild, 1913
- Z. fumigata Pagenstecher, 1900
- Z. fumosa Rothschild & Jordan, 1901
- Z. fuscimarginalis Swinhoe, 1892
- Z. klossi Rothschild, 1916
- Z. lata Rothschild & Jordan, 1901
- Z. meeki Rothschild & Jordan, 1901
- Z. papua Oberthür, 1894
- Z. rubiana Rothschild, 1903
- Z. salomonis Rothschild & Jordan, 1901
- Z. subhyalinifascia Rothschild, 1913
- Z. suffusa Rothschild, 1936
- Z. tetragona Walker, 1864